# Тор (антарктическая станция)
Тор (норв. Tor) — норвежская сезонная научно-исследовательская антарктическая станция, расположенная в восточной части земли Королевы Мод на нунатаке Свартамарен.
Станция была создана в 1993 году. Она находится на высоте 1625 метров над уровнем моря в 100 километрах от другой норвежской сезонной антарктической станции — Тролль. Сама по себе станция представляет собой бокс, площадью 3 на 8 метров. На ее территории расположены гостиная и рабочее пространство. Работает станция только летом. Управляется станция норвежским полярным институтом.